# Pointe des Almadies
Pointe des Almadies es una localidad de la península de Cabo Verde en Senegal. Es el punto más occidental del continente africano.

## Entorno
Pointe des Almadies está ubicada en el área metropolitana del Gran Dakar cercana al Parque Nacional Isles des Madeleines y las colinas de Les Mamelles entre la villa de N'gor y la ciudad de Yoff. Pointe des Almadies está a 30 minutos de la ciudad capital de Senegal, y está conectada por transporte local. Está aproximadamente a cinco kilómetros del Aeropuerto Internacional de Dakar-Yoff/Léopold Sédar Senghor. El hotel principal del país, el Méridien Présidentiel, está localizado en Pointe des Almadies.

## Ecología

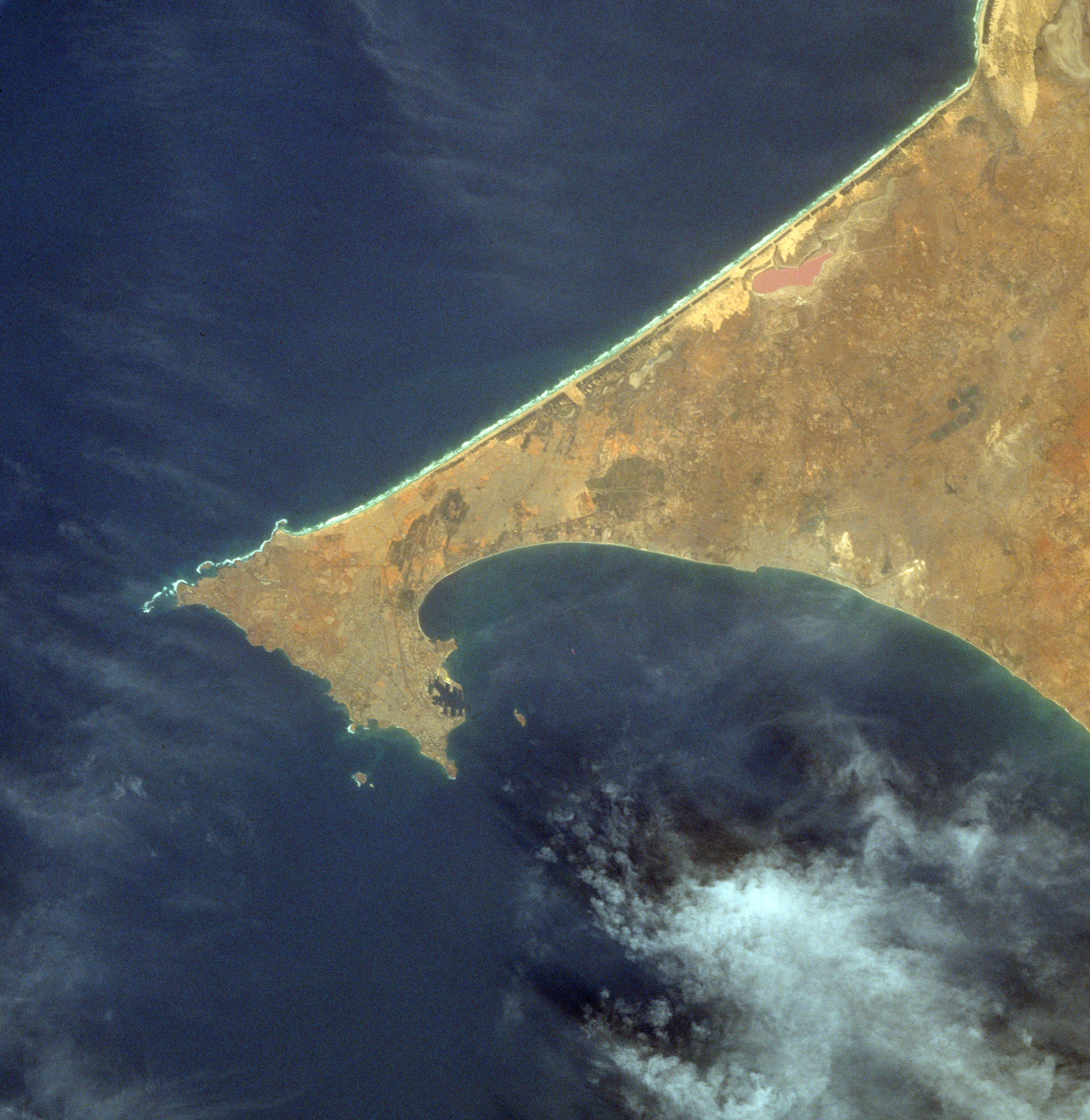
Vista de satélite de Pointe des Almadies

En las aguas de Pointe des Almadies existe un frente oceánico.  Las aguas del flanco del norte ecuatorial son más tibias que el flanco del sur, con diferencias de 2 a 3 grados centígrados. Esto causa diferencias en los niveles de clorofila de las aguas, y ello resulta en una mayor abundancia de peces en uno de los dos lados de la península.

## Determinación de frontera marítima
Pointe des Almadies tuvo un papel importante en 1985 en la delimitación de la frontera marítima entre los países cercanos de Guinea y Guinea-Bissau.  Tanto Guinea y Guinea-Bissau tienen costas cortas, así que un tribunal internacional midió la tendencia general de la costa africana desde el oeste central en los hitos de los países adyacentes Senegal y Sierra Leona.  Pointe des Almadies marcó el punto de referencia occidental y Cabo Schilling en Sierra Leona marcó el del punto sureste de referencia.  La frontera marítima entre Guinea y Guinea-Bissau se extendió en una perpendicular de dirección a una línea que conecta las posiciones relativas de estos dos hitos.

## Surf
La península de Almadies fue una ubicación que apareció retratada en la película El verano sin fin de 1964 donde Bruce Brown rodó a los actores Mike Hynson y Robert August en un arrecife cercano a Pointe des Almadies.  El mejor surfing en Senegal está precisamente en esta península, con ubicaciones a distancias caminables en ambos los lados del norte y del sur. La temporada pico para el surf es desde noviembre a mayo.